# Rupprecht de Bavière
Titres
Prétendant au trône de Bavière
18 octobre 1921 – 2 août 1955
(33 ans, 9 mois et 15 jours)
Héritier jacobite du trône d'Angleterre et d'Irlande
3 février 1919 – 2 août 1955
(36 ans, 5 mois et 30 jours)
Héritier jacobite du trône d'Écosse
3 février 1919 – 2 août 1955
(36 ans, 5 mois et 30 jours)
Rupprecht de Bavière, né le 18 mai 1869 à Munich (Bavière) et mort le 2 août 1955 au château de Leutstetten, près de Starnberg, est le dernier prince héritier de Bavière et un chef militaire allemand durant la Première Guerre mondiale.

## Biographie

### Famille

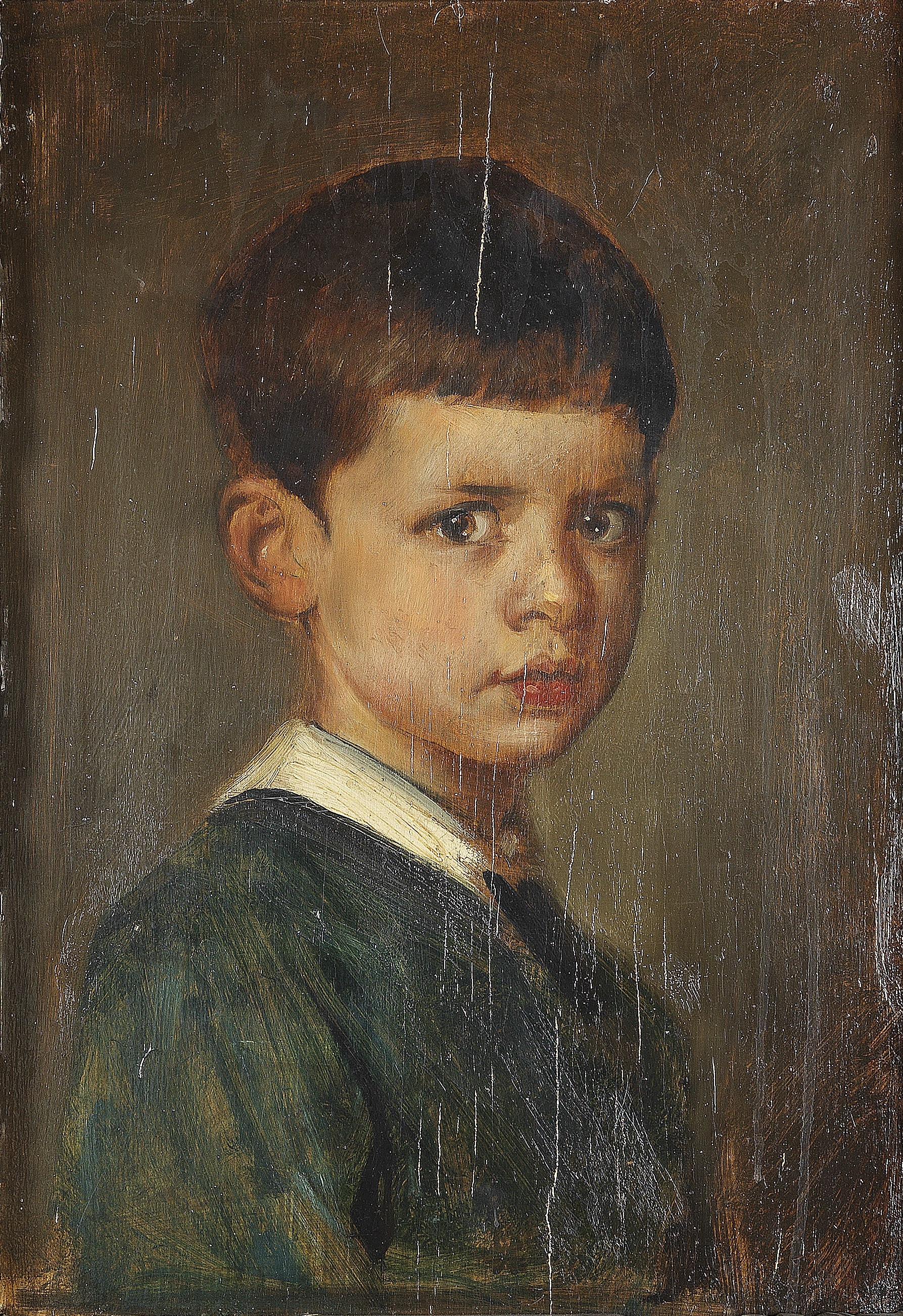
Rupprecht de Bavière par Franz von Lenbach, vers 1874.

Arrière-petit-fils du roi Louis Ier de Bavière (qui abdiqua en 1848 et mourut peu avant la naissance du prince) et neveu « à la mode de Bretagne » du roi Louis II de Bavière, Rupprecht de Bavière, né le 18 mai 1869 au palais royal de Munich, est l'aîné des treize enfants du duc Louis de Bavière (futur roi Louis III) et de Marie-Thérèse d'Autriche-Este, princesse de Modène, nièce de François V, dernier duc de Modène et de la duchesse Aldegonde de Bavière qui rejoint sa Bavière natale à la mort de son mari. La duchesse de Modène exercera une grande influence sur son frère Luitpold de Bavière, grand-père du prince Rupprecht. À sa naissance, le petit prince est quatrième dans l'ordre de succession au trône.

### Éducation et formation
Le prince Rupprecht reçoit l'éducation d'un prince de son rang. Il a pour précepteur le baron Rolf Kreusser, un Anglo-Bavarois. Dans sa jeunesse, il passe une grande partie de son temps au château de Leutstetten à Starnberg et dans la villa familiale près de Lindau sur le lac de Constance où il a la possibilité de développer un vif intérêt pour le sport. Son éducation est traditionnelle et conservatrice, mais il est devenu le premier membre de la maison royale de Bavière à s'instruire dans une école publique, lorsqu'il a fait ses études au lycée Maximilien de Munich (de), pendant quatre ans. Outre ses études universitaires et ses formations en équitation et en danse, à l'école il est également obligé d'apprendre un métier, et il choisit la menuiserie.

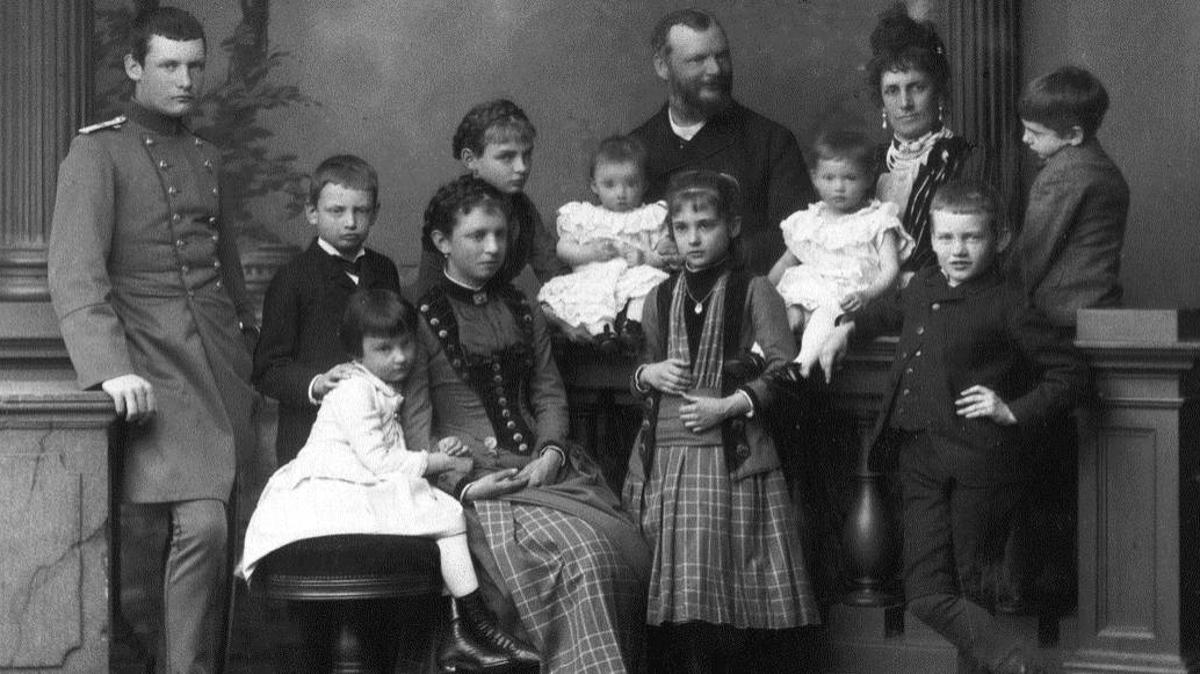
Louis III, sa femme et leurs enfants vers 1887 : Rupprecht est debout à l'extrême gauche.

Le prince n'est qu'un adolescent éloigné du trône quand, en 1886, le roi Louis II, réputé fou, est destitué (il est retrouvé mort dans le lac de Starnberg une semaine plus tard en compagnie de son psychiatre). Le frère du roi ceint la couronne sous le nom d'Otton Ier de Bavière, mais, atteint de maladie mentale, il est reclus depuis 14 ans. Le duc Léopold (dit Luitpold), grand-père de Rupprecht, est nommé régent. À l'âge de dix-sept ans, Rupprecht sait qu'il sera appelé un jour à ceindre la couronne.
En été 1886, Rupprecht devient lieutenant après avoir suivi des cours à l'Académie bavaroise de guerre (de) et sert dans le 3e régiment d'artillerie de campagne royal bavarois (de) à Grafenwöhr. Le 6 avril 1896, il devient major et le 20 juin, il prend la tête du régiment d'infanterie du Corps royal bavarois (de) en tant que lieutenant-colonel. Rupprecht interrompt sa carrière militaire pour étudier dans les universités de Munich et de Berlin de 1889 à 1891. Il atteint le grade de colonel et devient le commandant du 2e régiment d'infanterie royal bavarois (de). Le 7 octobre 1900, Rupprecht est promu au rang de major général et prend en charge le 10 octobre la 7e brigade d'infanterie royale bavaroise à Bamberg. Le 11 juin 1903, il atteint le rang de lieutenant-général. À partir du 27 janvier 1904, il prend en charge la 1re division d'infanterie royale bavaroise et le 19 avril 1906, après sa promotion au grade de général d'infanterie, Rupprecht devient en même temps commandant du 1er corps d'armée royal bavarois à Munich. Rupprecht trouve suffisamment d'opportunités pour voyager au Moyen-Orient, aux Indes, au Japon et également en Chine impériale. Ses premiers voyages ont été effectués avec son aide-de-camp, Otto von Stetten. Plus tard, il était accompagné de sa première femme.
La fin du siècle est marquée par les deuils et les scandales : en 1889, l'archiduc Rodolphe d'Autriche, cousin du prince, est retrouvé mort en compagnie de sa maîtresse, une jeune femme mineure. En 1894, une cousine du prince et petite-fille de l'empereur d'Autriche, la princesse Elisabeth, s'enfuit avec son amant qu'elle épouse en Italie. En 1895, son frère Wolfgang de Bavière meurt de maladie à l'âge de 16 ans. En 1897 et 1898, deux de ses grand-tantes meurent tragiquement : la duchesse d'Alençon meurt brûlée vive à Paris, l'impératrice d'Autriche est assassinée à Genève. Le début du XXe siècle amènera également son lot de deuils.

### Mariages et descendance

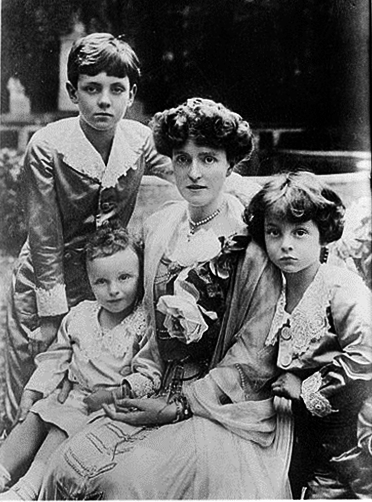
Marie Gabrielle en Bavière et ses trois fils Luitpold, Albert et Rodolphe vers 1912.

Rupprecht épouse au palais royal de Munich, le 10 juillet 1900, la duchesse Marie Gabrielle en Bavière (1878-1912), fille du duc Charles-Théodore en Bavière, nièce par alliance de l'empereur François-Joseph Ier d'Autriche et sœur de la reine des Belges Élisabeth en Bavière.
De cette première union naissent cinq enfants, : 
- Luitpold de Bavière (Bamberg 8 mai 1901 – Berchtesgaden 27 août 1914), mort de la poliomyélite ;
- Irmingard de Bavière (Bad Kreuth 21 septembre 1902 – Tegernsee 21 avril 1903), morte de la diphtérie ;
- Albert de Bavière (Munich 3 mai 1905 – château de Berg 8 juillet 1996) ; en 1930, il épouse la comtesse Maria Draskovich von Trakostján (1904-1969) (dont postérité), puis en 1971 il épouse Marie-Jenke Keglevich von Buzin (1921-1983) (sans postérité) ;
- Princesse sans nom (mort-née à Munich le 6 décembre 1906) ;
- Rodolphe de Bavière (château de Nymphenburg à Munich 30 mai 1909 – Château de Nymphenburg à Munich 26 juin 1912), mort du diabète sucré.

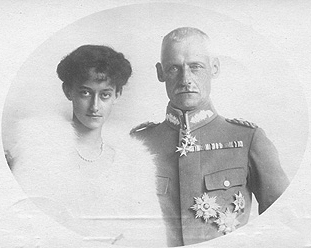
Rupprecht et Antonia de Luxembourg.

Après neuf années de veuvage, Rupprecht convole au château de Hohenburg, puis à Lenggries, les 6 et 7 avril 1921 avec la princesse Antonia de Luxembourg (1899-1954), fille du grand-duc Guillaume IV de Luxembourg et sœur des grandes-duchesses Marie-Adélaïde de Luxembourg et Charlotte de Luxembourg.
De cette seconde union naissent six enfants, :
- Heinrich de Bavière (Hohenburg bei Lenggries 28 mars 1922 – accidentellement San Carlos de Bariloche, Argentine 14 février 1958) ; en 1951, il épouse Anne de Lustrac (1927–1999), sans postérité ;
- Irmingard de Bavière (Berchtesgaden 29 mai 1923 – château de Leutstetten 23 octobre 2010) ; en 1950, elle épouse le prince Louis de Bavière (1913–2008), dont postérité ;
- Editha de Bavière (Hohenburg bei Lenggries 16 septembre 1924 – Munich 4 mai 2013) ; en 1946, elle épouse Tito Brunetti (1905-1954), puis veuve, elle épouse en 1959 Gustave Schimert (1910-1990), dont postérité des deux mariages ;
- Hilda de Bavière (Berchtesgaden 24 mars 1926 – Munich 5 mai 2002) ; en 1949, elle épouse Juan Bradstock Edgart Lockett de Loayza (1912-1989), dont postérité ;
- Gabriele de Bavière (Berchtesgaden 10 mai 1927 – Merfeld, Dülmen, 19 avril 2019) ; elle épouse en 1953 le prince Carl de Croÿ (1914–2011), dont postérité ;
- Sophie de Bavière (née à Starnberg le 20 juin 1935) ; elle épouse, civilement le 18 janvier 1955 et religieusement le 20 janvier suivant à Berchtesgaden (Bavière), Jean Engelbert 12e duc d'Arenberg (1921-2011), dont postérité.

### Vie et opinions politiques
Arrière-petit-fils du roi Louis Ier de Bavière, le prince Rupprecht n'est à sa naissance qu'un prince d'une lignée secondaire de la maison de Wittelsbach. La folie du roi Louis II de Bavière et de son frère Othon Ier de Bavière, la mort sans descendance de son oncle le roi Othon Ier de Grèce rapprochent Rupprecht du trône bavarois. Son grand-père Luitpold de Bavière est nommé régent en 1886. Il assumera ses fonctions jusqu'à sa mort en 1912. Son fils le prince Louis, le père de Rupprecht, lui succède. Las d'exercer le pouvoir pour un prince vivant sous curatelle, Louis obtient l'année suivante la déclaration que le roi Othon Ier était dans l'impossibilité de régner et devient roi sous le nom de Louis III le 5 novembre 1913.
Le prince fréquente parfois sa cousine la princesse Elvire de Bavière, comtesse Rodolphe Wrbna-Kaunitz-Rietberg und Freudental qui vit au château de Hohenclaus en Autriche. Il y rencontre la préceptrice française Louise de Bettignies qu'il reverra en Belgique en 1915 pendant la grande guerre.

### Première Guerre mondiale
L'année suivante, en 1914, éclate la Première Guerre mondiale. Comme l'ensemble des héritiers des couronnes allemandes, il exerce rapidement un commandement, à la tête de la 6e armée allemande en Lorraine. Le Palatinat faisant partie intégrante du royaume de Bavière, le prince Rupprecht commande et se distingue en Lorraine allemande lors des batailles de Morhange et du Grand-Couronné.
En 1914, ce groupe d'armées qu'il commande est cantonné dans un rôle secondaire en Lorraine ; souhaitant participer à l'offensive générale face à la France, il obtient le droit de lancer ses unités à l'assaut des positions françaises en Lorraine, mais cette contre-attaque, lancée le 20 août en avance sur la planification stratégique, si elle remplit cependant son objectif – écarter la menace française sur Metz – échoue dans son exploitation. Cette action d'éclat le fait considérer[Par qui ?] comme le « Vainqueur de Metz ». Il ne peut cependant pas percer les lignes françaises de la région de Charmes, en Lorraine, entre Nancy et les Vosges. Peu après s'éteint son fils aîné  âgé de 13 ans qui avait contracté la poliomyélite.
Il participe au siège de Lille en octobre 1914 et rend les honneurs au commandant de la place le 13 octobre. Il s'installe à Lille avec le quartier-général de la 6e armée. Durant la guerre de positions qui s'ensuit, Rupprecht reste sur le front de l'Ouest jusqu'à la fin du conflit.
En 1916, Rupprecht devient Generalfeldmarschall (maréchal) et prend le commandement du groupe d'armées Rupprecht de Bavière. Il est reconnu comme étant un des meilleurs commandants royaux de l'armée allemande durant la Première Guerre mondiale. Il s'oppose à Ludendorff sur la conduite de la guerre dès l'entrée en fonction du duo Hindenburg-Ludendorff ; cette opposition ne l'empêche pas d'être apprécié de Ludendorff pour ses capacités militaires.

### Déposition de la monarchie
Les troubles révolutionnaires du début du mois de novembre 1918 conduisent à la déposition du roi Louis III – qui n'abdique cependant pas – et à la proclamation, en avril 1919 de la république en Bavière. Le 18 octobre 1921, à la mort de son père Louis III, Rupprecht lui succède comme chef de la maison royale de Bavière.

### Succession jacobite
Descendant de la dynastie des Stuarts, Rupprecht est reconnu prétendant légitime au trône britannique sous le nom de « Robert Ier, roi d'Angleterre, d'Irlande, de France et d'Écosse » par les jacobites après la mort de sa mère Marie-Thérèse en 1919. Cependant, Rupprecht n'a jamais prétendu à ces titres et sa position en tant qu'héritier des Stuarts fut transmise à son fils, Albert de Bavière.

### Après la Seconde guerre

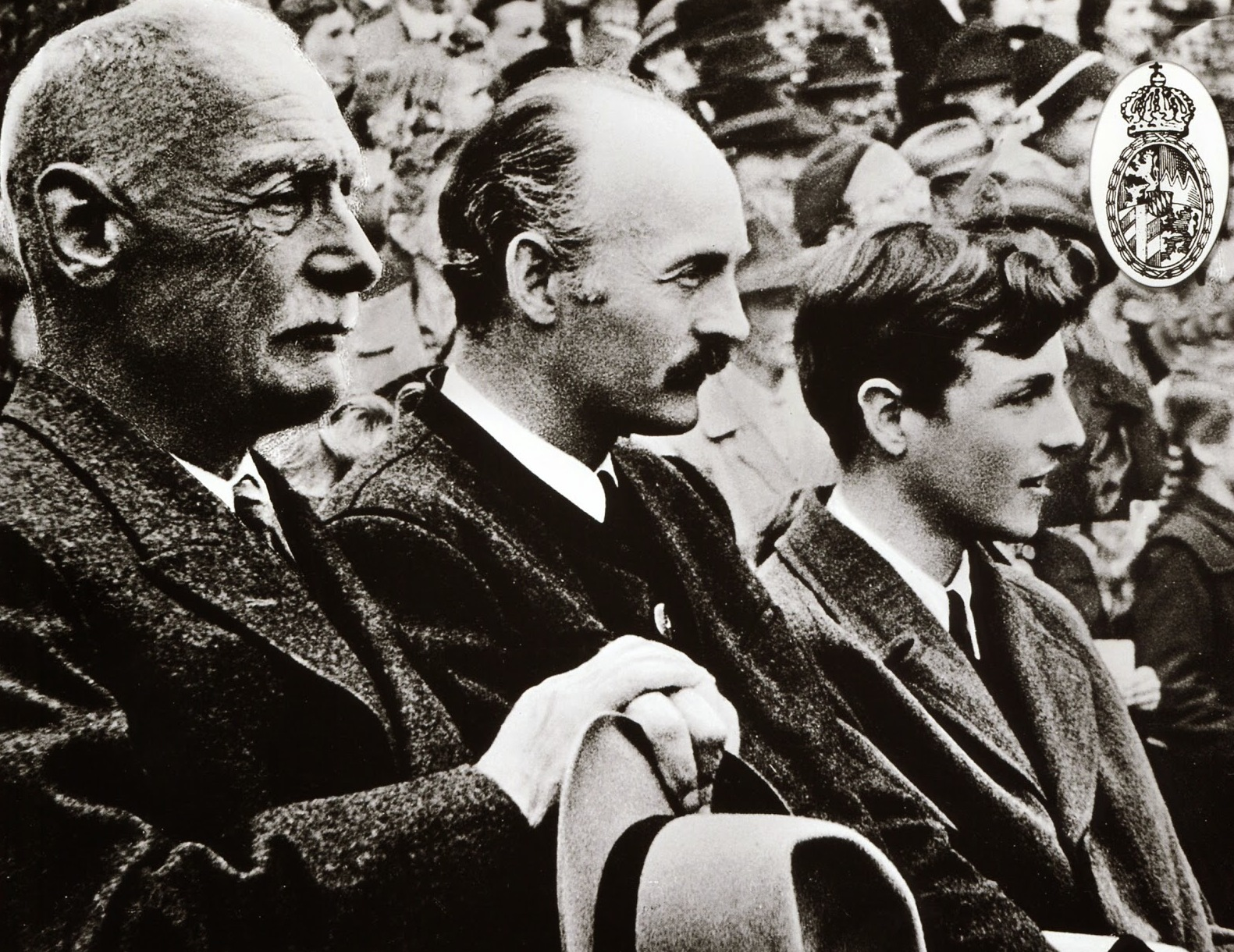
Rupprecht de Bavière (à gauche) avec son fils Albert de Bavière (centre) et son petit-fils François de Bavière (a droite) en 1948.

Rupprecht est un farouche opposant du national-socialisme. En 1923, Rupprecht refuse de participer au putsch de la Brasserie d'Hitler, en raison de la présence de Ludendorff, dont les violentes attaques contre le catholicisme le repoussaient. Son opposition au nazisme le contraint finalement à s'exiler en Italie en 1939. Il y réside, en général à Florence, jusqu'à la fin de la Seconde Guerre mondiale. En 1944, il échappe à une arrestation, mais sa femme et ses enfants sont déportés dans des camps de concentration, d'abord à Dachau puis à Flossenbürg. Presque tous les membres de sa famille survivront à leur détention, mais son épouse Antonia ne recouvre jamais la santé et meurt prématurément, dans une maison de santé suisse où elle était hospitalisée, le 31 juillet 1954, des suites de cet internement.
Rupprecht meurt le 2 août 1955, à l'âge de 86 ans au château de Leutstetten. Il est inhumé dans la crypte de l'église des Théatins à Munich avec les honneurs royaux : la couronne royale et le sceptre bavarois sont retirés du musée d'État et placés sur son cercueil. Il est alors le dernier maréchal encore en vie de la Première Guerre mondiale.

## Titulature et phaléristique

### Titulature
Son titre complet jusqu'en 1918 est : Seine Königliche Hoheit Rupprecht Maria Luitpold Ferdinand Kronprinz von Bayern, Herzog von Bayern, Franken und in Schwaben, Pfalzgraf bei Rhein (en français : Son Altesse royale Robert Marie Léopold Ferdinand, prince héritier de Bavière, duc de Bavière, de Franconie et en Souabe, comte palatin du Rhin).

### Phaléristique
Rupprecht de Bavière est titulaire des ordres suivants :

#### Ordres du royaume de Bavière
- Chevalier de l'ordre de Saint-Georges de Bavière.
- Chevalier de l'ordre de Saint-Hubert (Bavière) (1889).
- Grand-croix de l'ordre militaire de Maximilien-Joseph de Bavière (23 août 1914).
- Grand-croix avec épées de l'ordre du Mérite militaire (Bavière).

#### Ordres de l'Empire allemand
- Grand-croix avec épées de l'ordre d'Albert l'Ours (Anhalt)
- Croix de Frédéric (Anhalt).
- Chevalier de l'ordre de la Fidélité (Bade) (1887).
- Chevalier de l'ordre de Berthold Ier (Bade) (1887).
- Grand-croix de l'ordre du mérite militaire de Charles-Frédéric (Bade).
- Grand-croix de l'ordre d'Henri le Lion (duché de Brunswick).
- Croix du Mérite militaire de 2e classe (Brunswick).
- Grand-croix de l'ordre de Louis de Hesse (grand-duché de Hesse).
- Décoration d'honneur général (grand-duché de Hesse).
- Croix d'honneur de 1re classe de l'ordre de Hohenzollern.
- Croix d'honneur de la maison de Lippe.
- Croix d'honneur pour actes de guerre héroïques (principauté de Lippe-Detmold)
- Croix de guerre de la principauté de Lippe.
- Grand-croix de l'ordre de la Couronne de Wende (Mecklembourg).
- Croix du Mérite militaire (Mecklembourg-Schwerin).
- Grand-croix de l'ordre du Mérite du duc Pierre-Frédéric-Louis (grand-duché d'Oldenbourg)
- Chevalier de l'ordre de l'Aigle noir (Prusse)
- Croix de Fer, 1re et 2e classe (Prusse) (1914).
- Croix Pour le Mérite avec feuilles de chêne (Prusse) (20 décembre 1916).
- Grand-croix de l'ordre de la Couronne de Rue (Saxe)
- Grand-croix de l'ordre militaire de Saint-Henri (royaume de Saxe) (mai 1918).
- Grand-croix avec épées de l'ordre de la Maison ernestine de Saxe (duché de Saxe-Cobourg et Gotha).
- Croix pour le Mérite de guerre (duché de Saxe-Meiningen).
- Grand-croix de l'ordre de la Couronne de Wurtemberg.
- Grand-croix de l'ordre du Mérite militaire (Wurtemberg).

#### Ordres étrangers
- 1128e Chevalier de l'ordre de la Toison d'or d'Autriche (1900).
- Grand-croix de l'ordre de Saint-Étienne (Autriche) (1893).
- Grand-croix de l'ordre impérial de Léopold (Autriche) (1900).
- Croix du Mérite militaire (Autriche).
- Grand-croix de l’ordre de Léopold (Belgique) (1897).
- 2e Classe 1er degré de l'ordre du Double Dragon (Chine).
- Grand-croix de l'ordre royal et distingué de Charles III d'Espagne (5 septembre 1887, avec collier 8 novembre 1908).
- Chevalier de l'ordre suprême de la Très Sainte Annonciade Royaume d'Italie (vers 1914).
- Chevalier l'ordre des Saints-Maurice-et-Lazare maison royale d'Italie (1948) ;
- Chevalier de l'ordre de la Couronne d'Italie maison royale d'Italie (1948) ;
- Chevalier de l'ordre du Lion d'or de la maison de Nassau.
- Grand-cordon de l'ordre du Chrysanthème du Japon (16 mai 1905).
- Grand-croix de l'ordre de l'Étoile de Roumanie.
- Grand-croix de l'ordre de la Couronne (Roumanie).
- Grand-croix honoraire de l'ordre royal de Victoria (Royaume-Uni).
- Grand-croix de l'ordre de Saint-Ferdinand et du Mérite (Deux-Siciles).
- Décoré 1re classe de l'ordre de l'Osmaniye (Empire ottoman).
- Médaille Imtiyaz (Empire ottoman).
- Étoile de Gallipoli (Empire ottoman).
- Chevalier de l'ordre des Séraphins (Suède) (18 septembre 1897).
- Grand-croix de l'ordre de Saint-Joseph (grand-duché de Toscane).

## Ascendance
|  |                                              |  |  |  |  |  |  |  |  |  |  |  |  |
|  | 8. Louis Ier de Bavière                      |  |  |  |  |  |  |  |  |  |  |  |  |
|  |                                              |  |  |  |  |  |  |  |  |  |  |  |  |
|  |                                              |  |  |  |  |  |  |  |  |  |  |  |  |
|  | 4. Luitpold de Bavière                       |  |  |  |  |  |  |  |  |  |  |  |  |
|  |                                              |  |  |  |  |  |  |  |  |  |  |  |  |
|  |                                              |  |  |  |  |  |  |  |  |  |  |  |  |
|  | 9. Thérèse de Saxe-Hildburghausen            |  |  |  |  |  |  |  |  |  |  |  |  |
|  |                                              |  |  |  |  |  |  |  |  |  |  |  |  |
|  |                                              |  |  |  |  |  |  |  |  |  |  |  |  |
|  | 2. Louis III de Bavière                      |  |  |  |  |  |  |  |  |  |  |  |  |
|  |                                              |  |  |  |  |  |  |  |  |  |  |  |  |
|  |                                              |  |  |  |  |  |  |  |  |  |  |  |  |
|  | 10. Léopold II (grand-duc de Toscane)        |  |  |  |  |  |  |  |  |  |  |  |  |
|  |                                              |  |  |  |  |  |  |  |  |  |  |  |  |
|  |                                              |  |  |  |  |  |  |  |  |  |  |  |  |
|  | 5. Auguste-Ferdinande de Habsbourg-Toscane   |  |  |  |  |  |  |  |  |  |  |  |  |
|  |                                              |  |  |  |  |  |  |  |  |  |  |  |  |
|  |                                              |  |  |  |  |  |  |  |  |  |  |  |  |
|  | 11. Marie de Saxe                            |  |  |  |  |  |  |  |  |  |  |  |  |
|  |                                              |  |  |  |  |  |  |  |  |  |  |  |  |
|  |                                              |  |  |  |  |  |  |  |  |  |  |  |  |
|  | 1. Rupprecht de Bavière                      |  |  |  |  |  |  |  |  |  |  |  |  |
|  |                                              |  |  |  |  |  |  |  |  |  |  |  |  |
|  |                                              |  |  |  |  |  |  |  |  |  |  |  |  |
|  | 12. François IV de Modène                    |  |  |  |  |  |  |  |  |  |  |  |  |
|  |                                              |  |  |  |  |  |  |  |  |  |  |  |  |
|  |                                              |  |  |  |  |  |  |  |  |  |  |  |  |
|  | 6. Ferdinand Charles Victor d'Autriche-Este  |  |  |  |  |  |  |  |  |  |  |  |  |
|  |                                              |  |  |  |  |  |  |  |  |  |  |  |  |
|  |                                              |  |  |  |  |  |  |  |  |  |  |  |  |
|  | 13. Marie-Béatrice de Savoie                 |  |  |  |  |  |  |  |  |  |  |  |  |
|  |                                              |  |  |  |  |  |  |  |  |  |  |  |  |
|  |                                              |  |  |  |  |  |  |  |  |  |  |  |  |
|  | 3. Marie-Thérèse de Modène                   |  |  |  |  |  |  |  |  |  |  |  |  |
|  |                                              |  |  |  |  |  |  |  |  |  |  |  |  |
|  |                                              |  |  |  |  |  |  |  |  |  |  |  |  |
|  | 14. Joseph de Habsbourg-Lorraine (1776-1847) |  |  |  |  |  |  |  |  |  |  |  |  |
|  |                                              |  |  |  |  |  |  |  |  |  |  |  |  |
|  |                                              |  |  |  |  |  |  |  |  |  |  |  |  |
|  | 7. Élisabeth de Habsbourg-Hongrie            |  |  |  |  |  |  |  |  |  |  |  |  |
|  |                                              |  |  |  |  |  |  |  |  |  |  |  |  |
|  |                                              |  |  |  |  |  |  |  |  |  |  |  |  |
|  | 15. Marie-Dorothée de Wurtemberg             |  |  |  |  |  |  |  |  |  |  |  |  |
|  |                                              |  |  |  |  |  |  |  |  |  |  |  |  |
|  |                                              |  |  |  |  |  |  |  |  |  |  |  |  |